# Pamfilia

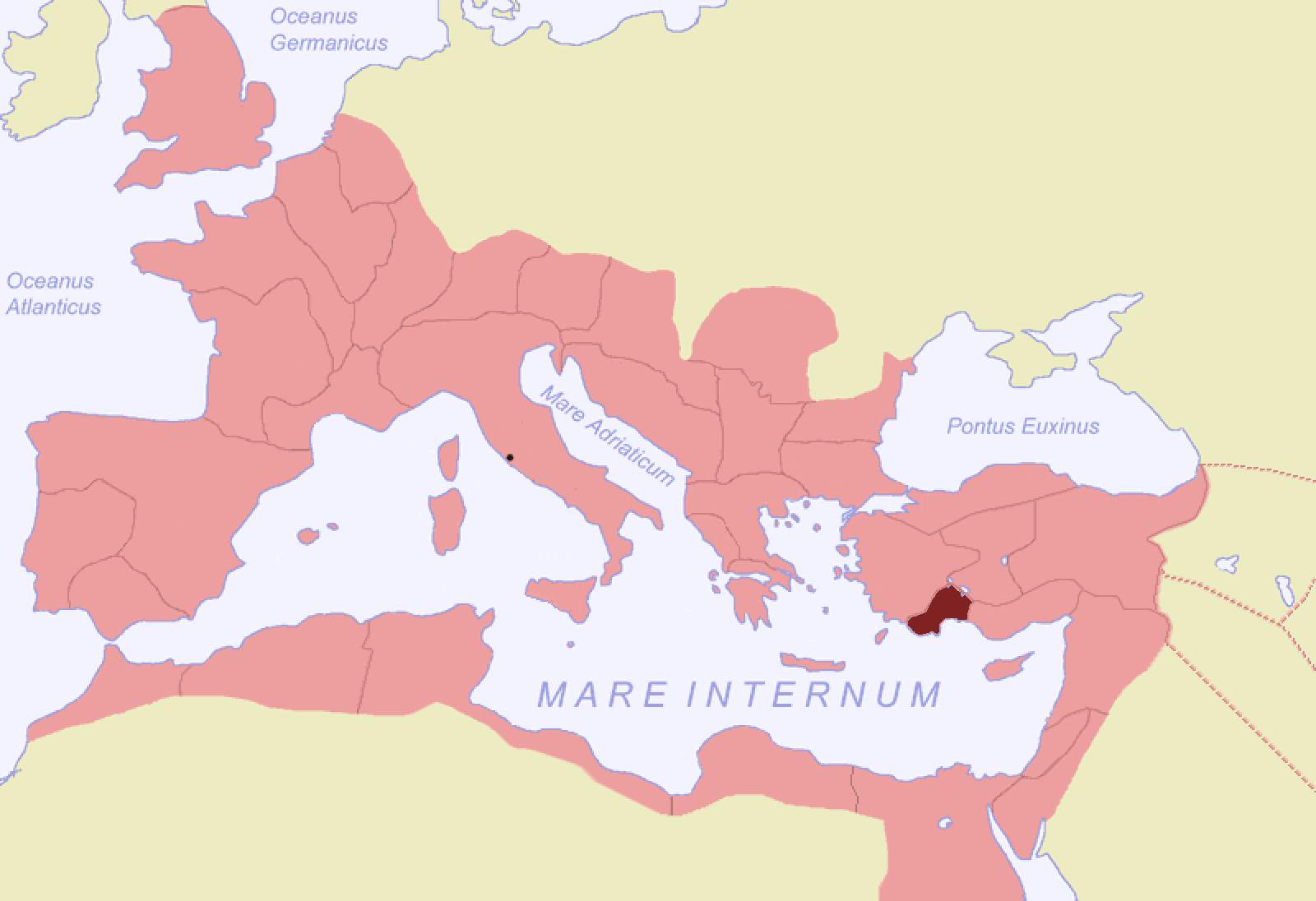
Pamphylia (occidentală) şi Lycia formează, sub Claudius, o provincie a Imperiului Roman.

Pamfilia, uneori Pamphylia, este numele dat în Antichitate unei regiuni din sudul Asiei Mici, situată între Lycia la sud, Cilicia la est, Pisidia la nord și Frigia la vest (Turcia de azi). 

## Numele
Numele său semnifică în limba greacă „toate triburile”, aluzie la diversitatea populațiilor anatoliene care locuiau în această regiune.

## Oameni din Pamfilia
- Apoloniu din Perga (c.262 î.e.n - c. 190 î.e.n), astronom grec
- Tribonian (c.475 - 542), jurist bizantin